# Luigi Napolitano (politico)
Luigi Napolitano (Papasidero, 1º gennaio 1924 – 3 luglio 2000) è stato un politico e partigiano italiano.
Luigi (Gino) Napolitano, nato in Calabria, è vissuto stabilmente a Sanremo. È stato Partigiano nell'entroterra sanremese, comandante (Gino) di una Brigata Garibaldi, interamente comunista. Ebbe al suo fianco Italo Calvino anche nella storica "battaglia di Bajardo". Alla Liberazione (25 aprile 1945) firmò la nomina di Italo Calvino a segretario cittadino del Partito Comunista Italiano.